# Piper PA-28 Cherokee
Piper PA-28 är ett av världens vanligaste propellerdrivna allmänflygplan. Det är ett enmotorigt helmetallplan, lågvingat med fast eller infällbart landställ och fyra sittplatser inklusive pilot. Det finns i ett antal versioner och utföranden från 140 till 235 hk motor med fast eller omställbar propeller samt ett fast eller infällbart landställ. Första versionen flög första gången 1960.
I slutet av 2004 hade över 30 400 PA-28 byggts. Piper PA-28 kom senare i version med infällbart landställ och turboladdad motor kallad Piper PA-28R Arrow samt en större, sexsitsig version kallad Piper PA-32 Cherokee Six. Den i sin tur förekommer i flera versioner med olika motoralternativ.

## Piper Aircraft
Piper Aircraft gick i konkurs 1991 men återuppstod 1995 som The New Piper Aircraft. Fr.o.m. 2006 heter företaget åter Piper Aircraft.

## Exempel på versioner
- Piper Cherokee
- Piper Charger
- Piper Warrior
- Piper Cadet
- Piper Archer
- Piper Dakota/Pathfinder

## Militära operatörer
Argentina, Chile, Colombia, Finland, Honduras, Qatar och USA.

## Bilder

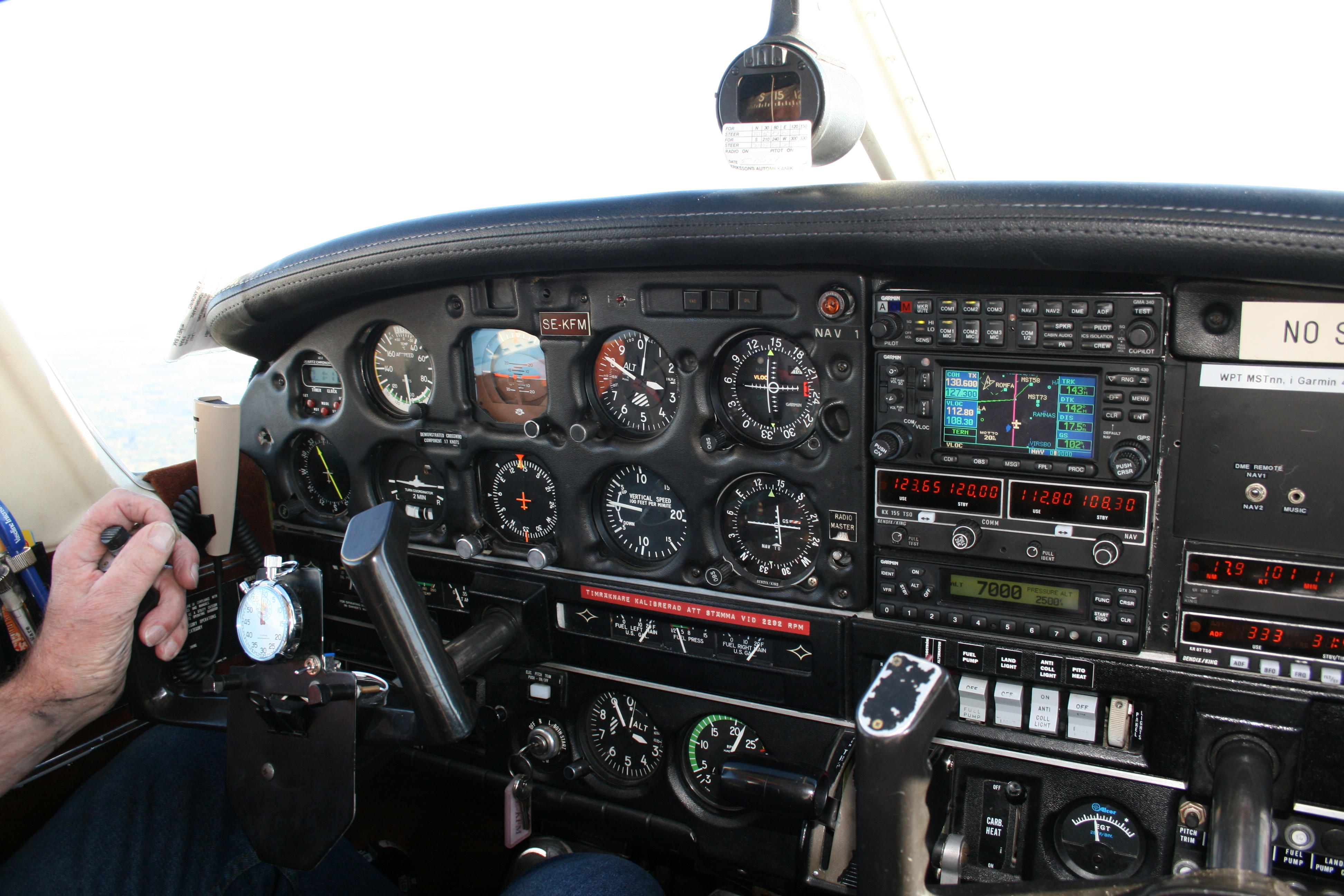
Instrumentbrädan på en Piper PA-28-181 Archer II.

## Farter
Begränsningar i farter i kts.
| V-beteckning | Förklaring                                 | PA-28-161 Warrior II (KIAS) | PA-28-181 Archer II (KIAS) |
| ------------ | ------------------------------------------ | --------------------------- | -------------------------- |
| X-W          | Max. demonstrerad X-vind                   | 17                          | 17                         |
| Vs           | Stallfart utan klaff                       | 50                          | 53                         |
| Vso          | Stallfart med 40 grader klaff              | 44                          | 47                         |
| Vx           | Fart för bästa stigvinkel                  | 63                          | 64                         |
| Vy           | Fart för bästa stighastighet               | 79                          | 76                         |
| Vr           | Fart för lättning                          | 60                          | 60                         |
|              | En route stighastighet                     | 87                          | 87                         |
| Vg           | Bästa glidtalshastighet                    | 73                          | 76                         |
| Vfe          | Max. fart med klaff                        | 103                         | 102                        |
| Va           | Design manöverfart, max. vikt              | 111                         | 113                        |
| Va           | Design manöverfart, torrvikt + bränslevikt | 88                          | 89                         |
| Vno          | Max. marschfart                            | 126                         | 125                        |
| Vne          | Max. tillåten fart                         | 160                         | 154                        |
|              | Inflygningshastighet                       | 70                          | 74                         |
|              | Finalhastighet, 40 grader klaff            | 63                          | 66                         |